# András Némethi
András Némethi (Sângeorgiu de Pădure, 29 de maio de 1959) é um matemático hungaro.
Obteve um doutorado em 1991 na Universidade Estadual de Ohio, orientado por Henri Moscovici, com a tese The Zeta Function And The Spectrum Of Hypersurface Singularities.
Foi palestrante convidado do Congresso Internacional de Matemáticos no Rio de Janeiro (2018: Pairs of invariants of surface singularities).